# Paolo Schirò
(Aleksandër Xhuvani, noto studioso albanese in una lettera a Mons. Paolo Schirò)
Paolo Schirò (Pal Skiroi in albanese; Piana degli Albanesi, 2 gennaio 1866 – Piana degli Albanesi, 12 settembre 1941) è stato un vescovo cattolico italiano di etnia arbëreshë di rito greco-bizantino.
Fu Vescovo ordinante di rito orientale in Sicilia e Isole adiacenti, Abate del Monastero di Santa Maria di Gala.
Tra i più importanti albanologi italo-albanesi, diede un serio e fecondo impulso nell'ambito filologico dell'albanologia internazionale con i suoi studi e per aver scoperto il primo documento linguistico letterario in lingua albanese, il Meshari.
Durante il ruolo di Vescovo di rito greco fu un'importante figura per la creazione dell'Eparchia di Piana degli Albanesi, costituendo un passo decisivo, dopo il Seminario Italo-Albanese di Palermo, per una ripresa totale oltre che rituale anche delle tradizioni albanesi. Dopo di lui, con l'erigersi della Eparchia, la Successione apostolica fu retta dell'Eparca, di cui fu il principale candidato.

## Biografia
Mons. Paolo Schirò (in albanese: Pal o Luz) nacque a Piana degli Albanesi il 2 gennaio 1866.
Dopo aver frequentato le scuole elementari del suo paese natio, studiò nel Seminario Italo-Albanese di Palermo, di cui fu uno dei più bravi alunni, come testimoniano i numerosi attestati di profitto dell'epoca e specialmente nelle lettere latine e greche. Ebbe compagni di scuola il poeta Giuseppe Schirò e il di lui fratello Giovanni, con i quali condivise il grande amore per la lingua albanese e per le tradizioni avite. In quel sacro tempio della cultura nazionale e religiosa albanese essi appresero d'essere d'etnia Arbëreshë, ad amare l'Albania e a lavorare per la sua indipendenza. Già da studente egli, su l'esempio di Demetrio Camarda, notissimo agli albanesi e agli studiosi e a cui mostrò sempre grande ammirazione, si diede allo studio della lingua albanese.
Consacrato papàs nella Cattedrale di San Demetrio Megalomartire l'8 maggio 1892, per le sue doti e per la sua preparazione, fu chiamato ad insegnare lettere greche prima nel Seminario di Trivento e poi in quello di Bitonto. Ivi si distinse per le sue virtù morali e per la sua dottrina, tanto che l'11 febbraio 1904 ricevette, dalla Santa Sede, la nomina a vescovo degli Albanesi di Sicilia, e il 20 marzo dello stesso anno fu consacrato a Bitonto alla presenza di una numerosa rappresentanza di italo-albanesi e di albanesi d'Albania. Tra i molti rappresentanti delle colonie vi era anche il poeta Zef Schirò. La sua consacrazione a vescovo di rito greco fu salutata dagli Albanesi di Sicilia come un avvenimento storico. Per la sua esperienza e forza spirituale e culturale fu il principale candidato come Eparca per l'erezione dell'Eparchia di Piana degli Albanesi; non fu più scelto per la sua età avanzata.

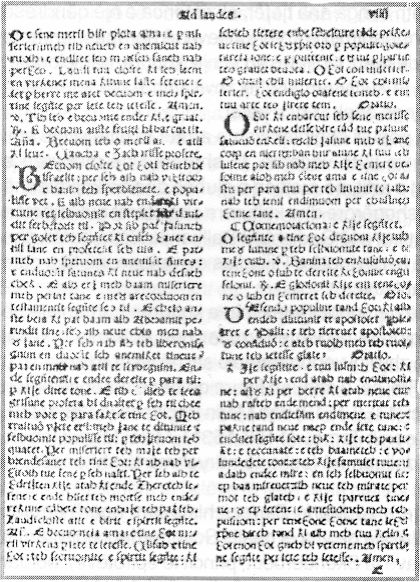
Pagina dal Meshari, il più antico documento letterario in lingua albanese, scoperto nel 1910 da mons. Paolo Schirò.

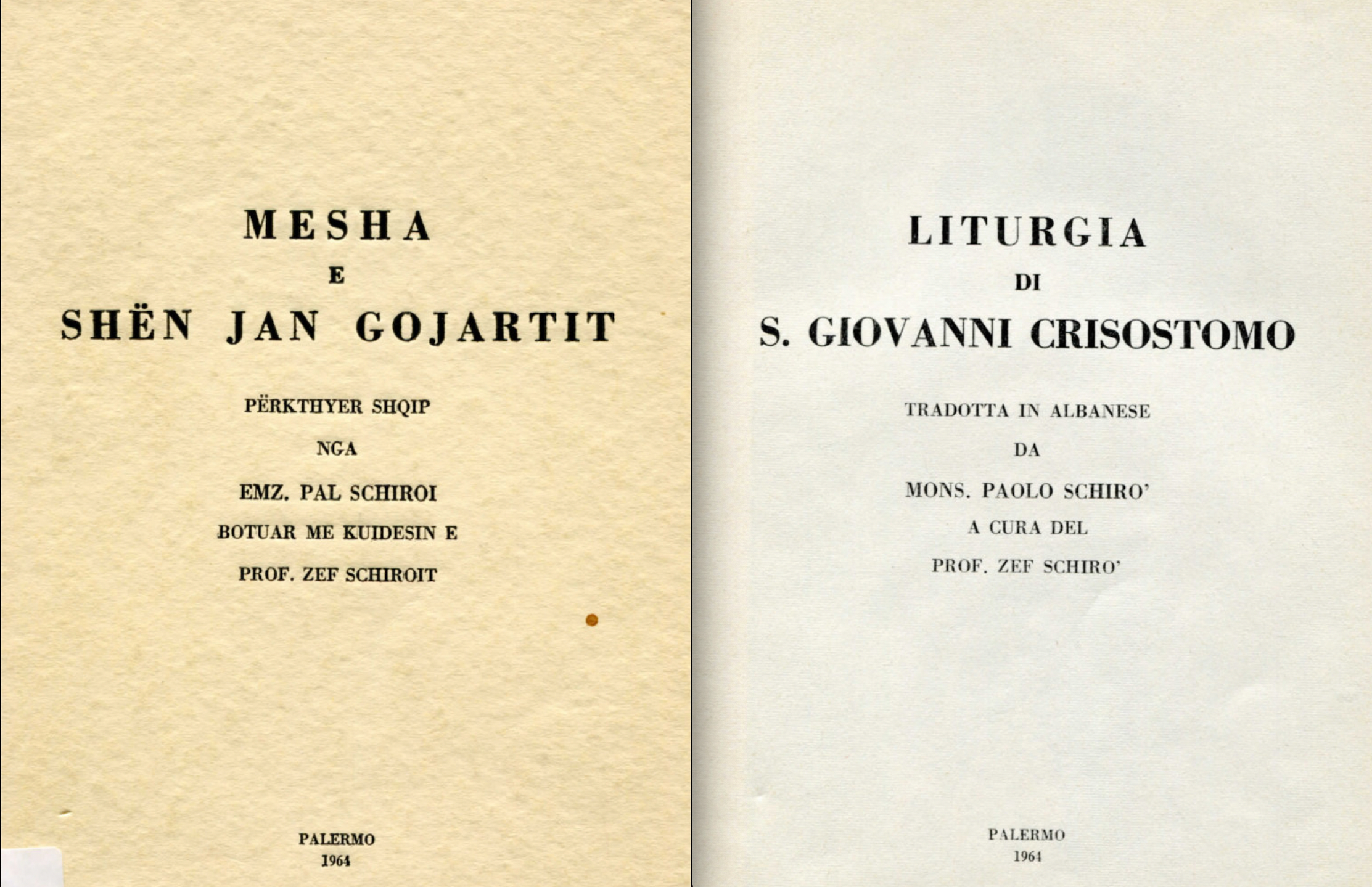
Prof. Giuseppe Schirò (a cura di), Liturgia di San Giovanni Crisostomo tradotta in lingua albanese da Mons. Paolo Schirò, Palermo 1964.

Pubblicò, dal 1912 al 1915, Fiala e t'in Zoti (La Parola del Signore) un giornale religioso domenicale che i più grandi albanologi del tempo, come Norbert Jokl, Geitie, Guys, Holger Pedersen, accolsero con grande interesse scientifico. È noto soprattutto per aver scoperto fra i libri sconosciuti della Biblioteca Vaticana (dietro la lieve traccia della comunicazione del mons. Casasi a P. Giorgio Guzzetta risalente al 1740) e studiato il più antico libro stampato in albanese, il Messale di Gjon Buzuku (1555). Di questo importantissimo documento linguistico mons. Schirò lasciò uno studio inedito intitolato i testi biblici in lingua albanese di don Gjon Buzuku, messi in ordine, con traduzione letterale italiana e note. Di Mons. Schirò rimane una grammatica incompleta e la traduzione della Liturgia di San Giovanni Crisostomo (1964).
Morì a Piana degli Albanesi il 12 settembre 1941.

## Genealogia episcopale
La genealogia episcopale è:
- Cardinale Scipione Rebiba
- Cardinale Giulio Antonio Santori
- Cardinale Girolamo Bernerio, O.P.
- Arcivescovo Galeazzo Sanvitale
- Cardinale Ludovico Ludovisi
- Cardinale Luigi Caetani
- Cardinale Ulderico Carpegna
- Cardinale Paluzzo Paluzzi Altieri degli Albertoni
- Papa Benedetto XIII
- Papa Benedetto XIV
- Cardinale Enrico Enriquez
- Arcivescovo Manuel Quintano Bonifaz
- Cardinale Buenaventura Córdoba Espinosa de la Cerda
- Cardinale Giuseppe Maria Doria Pamphilj
- Papa Pio VIII
- Papa Pio IX
- Cardinale Raffaele Monaco La Valletta
- Cardinale Francesco Satolli
- Arcivescovo Pasquale Berardi
- Vescovo Paolo Schirò